# ناظم حسینوف
ناظم حسینوف (انگلیسی: Nazim Huseynov؛ زادهٔ ۲ اوت ۱۹۶۹) جودوکار اهل جمهوری آذربایجان بود.